# Poienile Izei
Poienile Izei (en hongarès: Sajómező) és una comuna al comtat de Maramureș (Romania). La comuna està composta per un sol poble, Poienile Izei, que formava part de la comuna de Botiza fins que es va separar el 1995.
Segons el cens del 2002, el 99,9% dels habitants eren romanesos i el 0,1% ucraïnesos. La totalitat de la població eren ortodoxos romanesos.
El 1700 van construir l'església de sant Parascheva i és una de les vuit esglésies de fusta de Maramureș que s'enumeren per la UNESCO com a patrimoni de la humanitat.